# Living Next Door to Alice
«Living Next Door to Alice» (с англ. — «Живя по соседству с Элис») — песня, написанная Никки Чинном и Майком Чепменом. Изначально была записана австралийской поп-группой New World в 1972, достигнув № 35 в чарте Австралии, а хитом стала в исполнении британской рок-группы Smokie.

## Сюжет песни
Герою звонит девушка Салли и спрашивает, знает ли он об Элис. Парень смотрит в окно и видит, как к соседскому дому, где живёт Элис, приехал лимузин. Соседка съезжает по неизвестным герою причинам.
Герой 24 года жил по соседству с Элис, но так и не рассказал ей о своих чувствах. Девушка уехала, и герой должен свыкнуться с этим.
Тем временем Салли перезвонила герою, посочувствовала ему и призналась, что тоже эти 24 года ждала его.

## Кавер-версии

### Smokie
В исполнении группы Smokie песня впервые прозвучала в ноябре 1976 года. Сингл вышел на первую позицию а UK Singles Chart, а в марте 1977 добрался до 25-й строки в чарте США. Первую позицию песня занимала в чартах Австрии, Германии, Ирландии, Нидерландов, Норвегии и Швейцарии.
В 1995 году Smokie в сотрудничестве с комиком Роем Чабби Брауном выпустили пародийный вариант песни «Living Next Door to Alice (Who the F**k is Alice?)», который дошёл до третьего места в UK Singles Chart с числом проданных копий, достигшим почти полумиллиона.

### Другие кавер-версии
В 1973 году чехословацкий исполнитель Карел Зих записал версию на чешском языке под названием «Alenka v říši divů». Позже вышла также югославская версия Тони Монтано под названием «10 godina».
На норвежском языке существует несколько версий песни. В 1976 году норвежская группа Septimus в альбоме Septimusikk II выпустила версию песни на норвежском «I 24 år har jeg bodd i samme gård som Anne». В 1977 году другой вариант под названием «Storholt, Stensen, Stenshjemmet, Sjøbrend åsså'n Hjallis» на ту же мелодию, но с независимым текстом, посвящённым норвежской команде по скоростному спуску, записал Стейн Ингебристен.
На финском языке песня была записана в 1977-м певцом Кари Тапио под названием «Viisitoista kesää». В том же году вышла немецкая версия «Tür an Tür mit Alice» в исполнении Говарда Карпендейла.
Венгерская версия под названием «Drága Alice» была записана венгерским певцом Иштваном Торонтали.
В 1981 году южнокорейская группа 옥슨 80 (Oxen 80) в альбоме Return to Rock выпустила версию «그대 떠난 이밤에 (In a Lonely Night)» на корейском.
В России популярность приобрёл пародийный вариант под названием «Элис» в исполнении группы «Конец фильма», написанный Михаилом Башаковым и Евгением Феклистовым, созданный на основе версии Smokie и Роя Чабби Брауна, и вышедший в первом студийном альбоме группы «Саундтреки (До свидания, невинность!)» в 2001 году.